# Diederik Samsom
Diederik Samsom (Groninga, 10 luglio 1971) è un politico olandese.
È stato membro del Tweede Kamer (Camera dei Deputati) dal 2003, per il Partito del Lavoro, di cui è divenuto capogruppo parlamentare il 12 marzo 2012. Impegnato in cause ambientaliste, è stato prima dell'ingresso in Parlamento amministratore di un'azienda di energie rinnovabili e attivista di Greenpeace.